# Conopsis nasus
Conopsis nasus är en ormart som beskrevs av Günther 1858. Conopsis nasus ingår i släktet Conopsis och familjen snokar.
Arten har två från varandra skilda populationer i Mexiko. Den större populationen hittas mellan södra delen av delstaten Chihuahua och delstaterna Guerrero samt Oaxaca. En liten population lever i norra Chihuahua. Denna orm vistas i bergstrakter mellan 1900 och 2700 meter över havet. Habitatet varierar mellan torra gräsmarker, torra lövfällande skogar, andra torra områden med glest fördelade buskar och lite fuktigare skogar med ekar och tallar. Individerna gömmer sig ofta under stenar, under trädstammar som ligger på marken eller i underjordiska bon som skapades av andra djur. Conopsis nasus har insekter och små ryggradsdjur som föda, bland annat grodor och andra ormar. Honor lägger inga ägg utan föder levande ungar.
För beståndet är inga hot kända och populationen anses vara stabil. IUCN kategoriserar arten globalt som livskraftig.

## Underarter
Arten delas in i följande underarter:
- C. n. nasus
- C. n. labialis